# Piz Duan
O Piz Duan é uma montanha dos Alpes de Platta, na Suíça. Tem 3131 m de altitude e 482 m de proeminência topográfica. Fica no Cantão dos Grisões.